# Wolski-Wald
Der Wolski-Wald (poln. Las Wolski) ist ein Waldgebiet auf dem Stadtgebiet von Krakau. Der Wolski-Wald befindet sich westlich der Innenstadt zwischen dem westlichen Autobahnring und Flughafen im Westen und der Innenstadt im Osten, nördlich der Weichsel in einem Dreieck der Stadtteile Chełm, Bielany und Przegorzały, auf dem Sowiniec-Kamm, dem südlichsten Ausläufer des Krakau-Tschenstochauer Jura.

## Geschichte
Der Wald verdankt seinen Namen Mikołaj Wolski, der den Wald Sebastian Lubomirski für die Stiftung des Kamaldulenserklosters um 1600 abkaufen wollte. Als dieser sich mehrmals weigerte, den Wald zu verkaufen, lud Wolski Lubomirski und zahlreiche andere Gäste vom Königshof zu einem Fest ein, bei dem er seine Pläne schilderte und am Ende Lubomirski um den Wald bat. Unter diesen Umständen konnte dieser nicht länger verweigern und schenkte Wolski den Wald zum Zweck der Stiftung. Als Gegenleistung schenkte Wolski ihm das Silbergeschirr, das zum Festmahl benutzt wurde. Nach diesem Ereignis ist der Klosterberg im Wolski-Wald als Silberberg benannt worden.
Im Jahr 1917 kaufte die Stadt Krakau den Wolski-Wald (340 ha). Am 6. Juli 1929 wurde dort der Zoologische Garten Krakau eröffnet.

## Geographie
Im Wald gibt es zahlreiche bewaldete Berge, von denen der Sowiniec mit 393,6 Metern über NN (mit Piłsudski-Hügel) der Höchste ist. Es treten zahlreiche Karsterscheinungen, wie Schluchten, Höhlen, Felsformationen – die für den Jura typisch sind – auf. An den Südhängen befinden sich Weinberge, von denen der Weinberg am Silberberg der größte und bekannteste ist.
Der Wald dient den Krakauern als Naherholungsgebiet. Er besitzt ca. 40 km markierte Wanderwege.
▬ Chełm – Piłsudski-Hügel – Zoologischer Garten Krakau – Polana pod Dębiną – Bielany (Wasserwerke)
▬ Salwator – Kościuszko-Hügel – Sikornik – Panieńskie Skały – Piłsudski-Hügel – Zakamycze – Kryspinów
▬ Wola Justowska (al. Kasztanowa) – Panieńskie Skały – Wolski Dół – Zoologischer Garten Krakau – Łupany Dół – Polana pod Dębiną
▬ Przegorzały – Zoologischer Garten Krakau
▬ Piłsudski-Hügel – Polana pod Dębiną – Kozie Nogi – Zoologischer Garten Krakau
▬ Wola Justowska – Sikornik – Kozie Nogi
▬  Wola Justowska (al. Kasztanowa) – Zoologischer Garten Krakau – Zakamycze
▬  Polana pod Dębiną – Bielańskie Skałki – Bielany (Silberberg)
Durch den Wolski-Wald verläuft auch der Weg der Forts der Festung Krakau.

## Ausflugsziele
Im Wolski-Wald liegen folgende Ausflugsziele:
- Zoologischer Garten Krakau
- Kamaldulenserkloster
- Villa Baszta
- Schloss Wartenberg
- Piłsudski-Hügel

sowie die Naturreservate:
- Bielańskie Skałki
- Panieńskie Skały
- Skałki Przegorzalskie

Am Waldrand befinden sich
- Kościuszko-Hügel
- Villa Decius
- Sternwarte der Jagiellonen-Universität